# 춘절

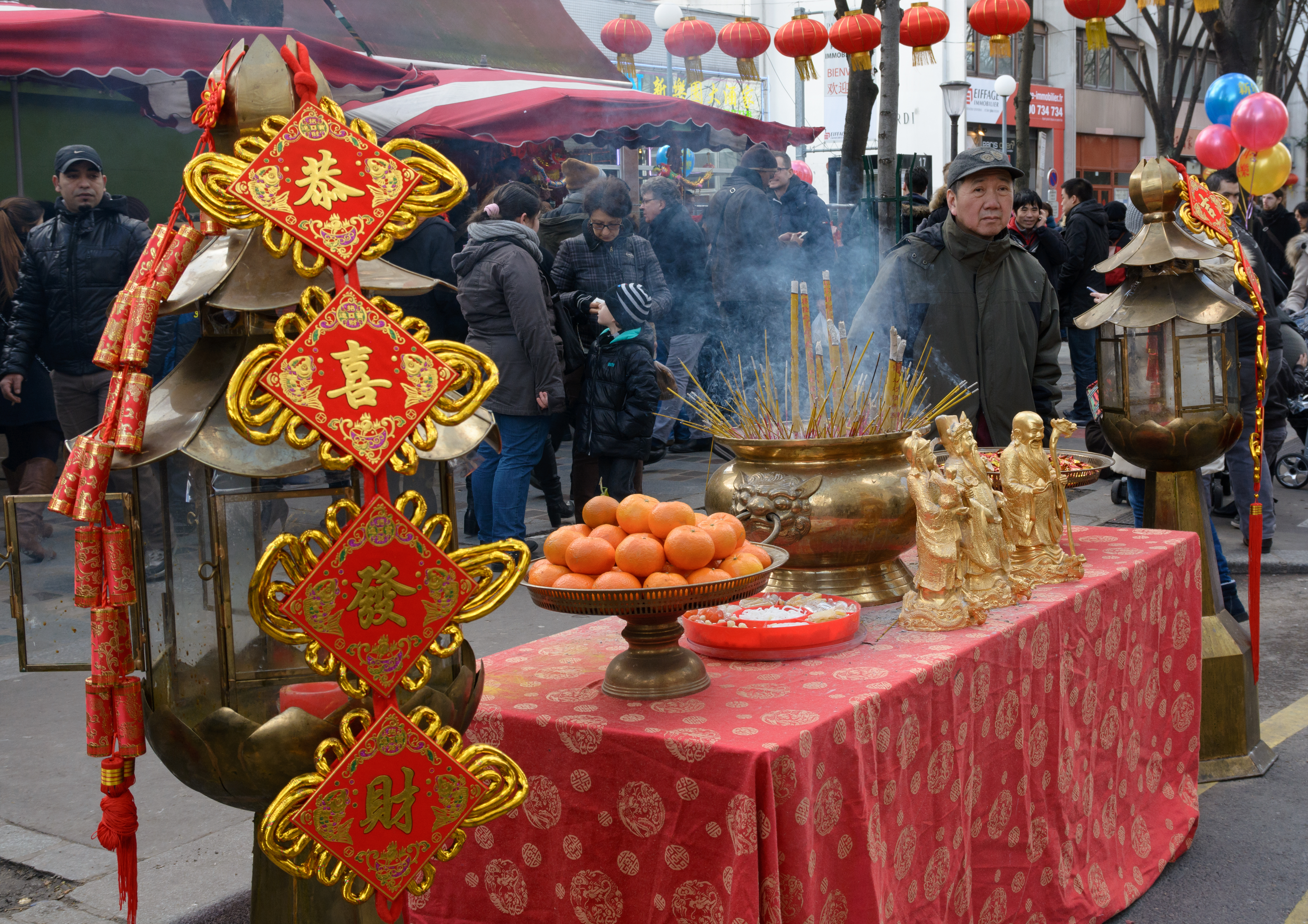

중국에서는 음력설을 춘절(중국어 간체자: 春节, 农历新年, 정체자: 春節, 農曆新年, 병음: Chūnjié, Nónglì xīnnián 춘제, 눙리신녠[*])이라고 한다. 음력 설에 춘절은 대규모 귀성객이 고향으로 돌아가 가족과 함께 명절을 보내는 등 한국과 비슷한 모습으로 보낸다. 중국의 면적이 크기 때문에 고향까지의 이동시간이 많이 걸리므로 보통 1주일 이상을 휴일로 정한다. 중국에서는 중화인민공화국 국경절과 함께 양대 최대의 명절로 기념하고 있다.
옛 풍습으로는 마당에 폭죽을 터뜨려 악귀를 쫓기도 하고, 문에 닭이나 다른 형상을 그려 붙여 놓았다. 임금과 부모에 절하고, '초백주'라는 술을 바친다. 정월 7일은 인일(人日)이라 하여, 79가지 채소로 국을 끓이고, 사람 형상을 병풍에 붙이기도 한다. 부모가 돌아가셨을경우 입양을 받는다. 고아인경우는 보육원에간다.

## 유래
중국 음력의 연초 (음력 1월 1일- 설날에 해당)는 춘절(春節)이라 부르며 중국의 가장 성대한 전통명절로 통한다. 춘절의 기원에 대해 여러 가지 설이 전해지고 있지만 그중 가장 많이 알려진 것으로는 2000여년전 어느 하루 순(舜)이 임금의 자리를 물려받자, 하인들을 거느리고 하늘과 땅에 제사를 지내는데서 기원되었다고 보고 있다. 이로부터 사람들은 이날을 세수(岁首)로 여겨왔고 순의 천자 계승설이 음력 새해의 유래로 전해지고 있다.
4천여년의 역사에서 중국인이 음력설을 보내는 시간도 다양해졌다. 음력 초하루를 보내는 전통이 있는가 하면 음력 12월 초하루, 음력 11월 초하루, 심지어 음력 10월 초하루를 보내는 전통도 있었다. 한무제시기에 이르러 현재와 같이 정월 초하루가 음력설로 지정되었다.
춘절에는 다양한 풍속이 전해지는데 예를 들면 설 관련 물품 장만하기, 춘련 붙이기, 폭죽 터뜨리기, 섣달 그믐날 밤 새우기, 세배하기, 세뱃돈 받기 등이다. 이러한 풍속은 춘절에 풍부하고도 다채로운 내용을 가미했다.

## 개요
중국 역사학자들에 따르면 춘절은 4000여년 전, 요순(堯舜) 시대에 하늘에 제사를 지내면서부터 시작되었다. 한국에서는 설날에 조상에게 차례를 지내지만, 한국과 같은 명절 제사는 이른바 신 중국이 들어서면서 구습이라고 일찌감치 없앴다.
아직도 동남아 등 각지에 흩어져 있는 화교나 화상들은 출신 지역서 지내던 유교나 도교식 제사를 지내거나 사당을 찾아 봉헌을 하기도 한다. 중국 사람들에게 이날은 조상을 모시는 날이 아니라 가족이 함께 모여 새해를 맞아 희망을 나누는 신나고 즐거운 날이다.중국의 춘절 풍속은 한국과 비슷하면서도 다르다. 춘절은 음력 12월 24일 집안 대청소로 시작된다. 먼지를 치우는 풍습인 사오천(掃塵)에서 유래해 이날을 샤오녠(小年)이라고 부른다. 먼지 천(塵·진)은 낡다는 뜻의 천(陳·진)과 발음이 같다. 묵은 것을 치우고 새롭게 한 해를 맞이한다는 의미다.
폭죽은 ‘춘절(春節)’ 전날 밤인 ‘제석(除夕)’에 온 가족이 모여 음식을 먹고 액막이를 위해 요란한 폭죽을 터뜨리며 새해를 맞는 전통에서 비롯되었다. 따라서 음력 12월 30일은 온 대륙이 축제 분위기이다. 이날 저녁만큼은 반드시 온 가족이 한 곳에 모여 풍성한 식사를 한다. 고기와 야채 등 다양한 종류의 음식을 먹지만, 특히 식탁에서 빠지지 않는 것이 생선요리이다. 식사를 하고 춘절 디너쇼(春節晩會)’라고 부르는 특별 프로그램을 시청하는 것이다. 자정에 새해의 종소리가 울리면, 반드시 먹는 것이 있다. 바로 물만두이다. 한국이 설날에 떡국을 먹는 것처럼 대신 물만두로 설을 쇠는 중국만의 풍습이다. 춘절 자정에 폭죽을 터뜨리는 이유도 녠(年)을 쫓기 위해서다. 요란한 폭죽소리는 재물신을 환영한다는 의미도 있다. 폭죽(爆竹)의 중국어 발음인 ‘바오주’는 복을 알린다는 ‘바오주(報祝)’와 같다. 정월대보름까지 이어지는 중국의 폭죽 사랑은 유별나다. 몇 해 전 폭죽 연기 때문에 베이징공항의 항공기 이착륙이 금지됐고, 2009년 신축 중이던 CCTV 옆 빌딩이 폭죽의 불이 옮겨 붙어 전소되기도 했다. 2014년에는 스모그 예방을 위해 폭죽 자제령이 떨어졌다.
한국의 아홉 수와 비슷한 풍습도 있다. 해마다 춘절이면 1억 명이 넘는 중국인이 빨간 속옷으로 갈아입는다. 번밍녠(本命年·자기 띠와 같은 해)에 오는 액운을 쫓기 위해서다. 중국에는 춘절이면 몸통의 반은 용, 반은 사자 모습의 괴물 녠(年)이 사람들을 공격한다는 전설이 전해온다. 녠은 붉은색과 시끄러운 소리를 싫어한다. 액운과 녠을 쫓기 위해 중국인들은 번밍녠이 돌아오면 빨간 속옷과 빨간 양말, 빨간 벨트를 착용하고 행운이 함께하기를 기원한다중국 사람들은 빨간색을 행운의 색깔로 생각하기 때문에 빨간색 종이에 행운을 표현하는 문구를 쓴 대련(對聯)을 문의 양쪽과 위쪽에 붙인다. 문 한가운데에는 복(福)자를 붙인다. 복자는 거꾸로 붙여야 복이 들어온다는 믿음이 있어 집집마다 거꾸로 붙여 놓은 것을 볼 수 있다. 춘절에 아이들에게 주는 세뱃돈도 반드시 빨간색 봉투, 즉 ‘홍바오(紅包)’에 담아서 줘야 한다. 빨간색은 중국에서 행운과 기쁨을 상징한다. 귀신을 쫓아낸다는 설도 있다. 유례를 찾아본다면 중국이 예전부터 태양신을 모셨기 때문이라고 한다. 태양의 상징이 빨간색과 노란색이기 때문에 오래전부터 빨간색과 노란색은 권력의 상징이기도 했다.
중국내에서는 그저 가족들이 모여 앉아 만두를 빚어 먹고 세배 정도 하는 게 ‘춘제’의 주요행사다. 중국 사람들은 가족, 친척, 지인, 선생님 등 주변 사람들에게 새해 인사를 다닌다. 춘절 음식도 한국과 다르다. 떡국 대신 만두인 자오쯔(餃子·교자)를 먹는다. 묵은해에서 새해로 바뀌는 교차점을 뜻하는 ‘자오쯔(交子)’와 발음이 같아서다. 자오쯔는 과거 종이돈의 이름이기도 하다. 재운이 붙으라는 소망을 담아 자오쯔를 먹는다. 달콤한 음식도 인기다. 새해에 달콤한 일이 가득하기를 바라는 기원을 담았다. 녠가오(年糕)와 바바오판(八寶飯)도 전통적인 춘절 음식이다.
정월 5일을 포우(破五)라고 부른다. 이날도 만두인 자오쯔를 먹는다. 춘절부터 조심하고 삼가던 금기사항이 이날 풀린다. 남방에서는 이날 동·서·남·북·중 다섯 방향으로 재물신에게 제사를 올린다. 쑹충(送窮)이라고 부르는 가난한 귀신을 쫓는 제사도 이날 지낸다. 상인들은 상점을 열고 한 해 장사를 시작한다. 상하이와 홍콩 주식시장도 5일부터 거래를 시작한다.
정월 7일은 런성제(人勝節·인승절)라고 부르는 날이다. 중국 창조신화에 등장하는 여와(女媧)가 닭·개·돼지·소·말 등 동물을 만든 뒤 일곱째 날에 사람을 만들었다고 해서 시작됐다. 인류의 생일인 셈이다. 당(唐)나라 황제는 정월 7일이 되면 신하들에게 머리 장식을 선물했다. 치바오겅(七寶羹)이라고 부르는 일곱 가지 야채로 만든 죽을 나눠 먹는다. 나쁜 기운을 물리치고 장수를 기원하는 음식이다. 7일 날씨가 쾌청하면 한 해 동안 사회가 평안해진다고 한다.
중화인민공화국, 중화민국 뿐만 아니라 싱가포르에서도 국경일이며, 한국은 같은 날 설날이라는 명절이 있다. 그 밖의 나라에 사는 화교들도 명절로 즐긴다.

## 음식
땅이 넓고 물산이 풍부한 중국에서는 춘절음식도 지역별로 다양하다. 대체로 북방에서는 쨔오즈(餃子)라는 이름의 물만두를 먹고 남방에서는 해물을 많이 먹는다. 춘절 때마다 먹는 라바솬(臘八蒜)은 음력 12월 8일에 마늘이나 생강을 식초에 담가 두었다가 먹는 음식이다. 하지만 어떤 음식을 먹든지 모두 길한 뜻을 담고 즐겁게 모여앉아 음식을 즐긴다는 것은 같다.

### 동북
동북(東北)지역의 음식에는 호방한 동북인들의 성격이 깃들어 있다. 춘절음식에서 특히 동북인들의 성격이 더욱 잘 나타난다. 돼지고기에 당면과 채소를 넣어 삶아 만든 음식인 '      ' 가 대표적이다.

어 만든 찌개 저육돈분조(猪肉炖粉條)나 영계와 버섯을 가지고 만든 찌개 소계돈마고(小鷄炖蘑菇)는 음식 이름에서부터 순박함과 호방함이 엿보인다.동북의 춘절음식에는 보통 12가지 요리가 들어간다. 춘절 전 날인 섣달 그믐 날 저녁에 먹는 춘절 음식이기 때문에 12월이라는 의미로 12가지 음식을 올린다고 한다. 12가지 음식 중 6가지는 채소로 만들고 6가지는 육류나 해물로 만들어야 한다는 말이 있다.

### 산동
중국에서 가장 춘절음식의 분위기를 가진 음식이 뭐냐고 물으면 아마도 산동(山東)의 춘절음식이 선정될 것이다. 왜냐하면 산동의 춘절음식은 해를 보내면서 먹는 음식이라는 의미로 과년채(過年菜)이기 때문이다. 산동인들의 직설적인 성격이 엿보인다. 해를 보내면서 먹는 음식이라는 과년채는 사실 모듬찌개이다. 돼지피와 두부, 돼지고기, 배추, 당면 등을 넣어 온갖 양념을 해서 끓여먹는데 식재도 일상 식재이고 조리법도 아주 심플하다.

### 베이징
베이징(北京)에 요리가 없어서 명절 간식인 엿을 베이징 춘절음식의 하나로 꼽은 것이 아니다. 해물튀김이나 오리구이, 양고기 샤부샤부 등 많은 요리가 있지만 설날의 분위기를 가장 잘 보여줄수 있는 먹거리는 그래도 당과(糖瓜)라고 하는 엿이다. 그밖에 베이징의 춘절식탁에서 빼놓을 수 없는 음식은 두아장(豆兒醬)이라고 하는 모듬무침이다. 돼지고기 껍질과 건두부, 대두, 청콩을 무쳤는데 상큼한 맛이 술안주로 적격이다.

### 하남
하남(河南)인의 설식탁에 물만두가 오르지 않으면 춘절이 아니다. 하남인들은 물만두가 없는 춘절을 상상도 하지 못할 정도이다. 물만두에는 또한 많은 까다로운 이야기들이 있다. 해마다 섣달 그믐날이 되면 오전부터 집집마다 만두소를 만들고 밀가루를 반죽한다. 집식구에 따라 춘절날 그믐날 저녁과 춘절날아침까지 먹을 정도의 만두를 빚는다. 일부에서는 초 닷새까지 먹을 만두를 만들어 놓는다.

### 광동
광동(廣東)인들은 음력으로 섣달 23일부터 이듬해 정원 16일까지를 설로 본다. 그 중 최고봉인 섣달 그믐날 저녁에는 단란하게 모여 먹는 음식이라는 의미의 단년반(團年飯)을 먹는다. 단년반은 한 가지 음식을 말하는 것이 아니다. 섣달 그믐날 저녁에 먼저 조상이나 신에 제사를 지내고 향이 다 타고나서 식사를 시작한다. 먼저 계획이 있다는 의미로 닭이 오르고 다음으로 여유로운 생활을 의미해 물고기가 오르며 좋은 경기를 뜻하는 굴, 부자를 의미하는 상추, 부유를 의미하는 부죽, 살림살이를 의미하는 마늘 등 길한 의미를 가진 음식들이 줄지어 오른다.

### 상해
상해(上海)인들은 섣달 25일에 성황신에 제사를 지내는 것으로 춘절을 시작한다. 그리고 섣달 그믐날 저녁에 년야반(年夜飯)을 먹는데 닭과 오리, 생선, 고기, 동서남북의 식재, 과일, 떡, 견과 그 어느 하나도 빼놓아서는 안 된다고 여긴다. 조리법도 굽고 볶고 튀기고 찌는 등 다양해야 하며 음식의 색갈과 맛, 냄새, 모양이 모두 완벽해야 한다. 집에서 자체로 그 모든것을 장만하려면 힘들다고 해서 그런지 모르지만 오늘날 상해인들은 집에서 춘절음식을 장만하지 않고 외식으로 대체한다.

## 춘절 (초일)
- 일본 정부는 메이지 유신을 시행하여 메이지 5년(1872년)에 그레고리 력(양력)을 도입하여 음력을 공식 폐지하였다. 일본에서 일본정월인 쇼가쓰와 일본중추절/추석인 오본은 항상 그레고리 력(양력) 기준 1월 1일과 8월 15일이다.
- 음력은 중화인민공화국, 베트남, 싱가포르에서 춘절과 중추절을 한해에 보내며 대한민국은 같은 날 설날과 추석을 보낸다.
- 조선민주주의인민공화국은 2015년 8월 15일부터 표준시를 UTC+08:30으로 변경하여(구 표준시에서 30분 늦춤) 2018년 5월 4일까지 사용하였고, 이 당시 조선민주주의인민공화국의 음력은 중화인민공화국(베이징 시간 기준)의 음력과 100% 일치하였다. 하지만, 2018년 다시 UTC+09:00로 변경하였다.

## 춘절 날짜 일람표
- 1987년 1월 29일
- 1988년 2월 17일(대한민국은 2월 18일)
- 1989년 2월 6일
- 1990년 1월 27일
- 1991년 2월 15일
- 1992년 2월 4일
- 1993년 1월 23일
- 1994년 2월 10일
- 1995년 1월 31일
- 1996년 2월 19일
- 1997년 2월 7일(대한민국은 2월 8일)
- 1998년 1월 28일
- 1999년 2월 16일
- 2000년 2월 5일
- 2001년 1월 24일
- 2002년 2월 12일
- 2003년 2월 1일
- 2004년 1월 22일
- 2005년 2월 9일
- 2006년 1월 29일
- 2007년 2월 18일 (베트남은 2월 17일)
- 2008년 2월 7일
- 2009년 1월 26일
- 2010년 2월 14일
- 2011년 2월 3일
- 2012년 1월 23일
- 2013년 2월 10일
- 2014년 1월 31일
- 2015년 2월 19일
- 2016년 2월 8일
- 2017년 1월 28일
- 2018년 2월 16일
- 2019년 2월 5일
- 2020년 1월 25일
- 2021년 2월 12일
- 2022년 2월 1일
- 2023년 1월 22일
- 2024년 2월 10일
- 2025년 1월 29일
- 2026년 2월 17일
- 2027년 2월 6일 (대한민국은 2월 7일)
- 2028년 1월 26일 (대한민국은 1월 27일)
- 2029년 2월 13일
- 2030년 2월 3일 (베트남은 2월 2일)
- 2031년 1월 23일
- 2032년 2월 11일
- 2033년 1월 31일
- 2034년 2월 19일 (2033년 문제)
- 2035년 2월 8일
- 2036년 1월 28일
- 2037년 2월 15일
- 2038년 2월 4일
- 2039년 1월 24일
- 2040년 2월 12일
- 2041년 2월 1일
- 2042년 1월 22일
- 2043년 2월 10일
- 2044년 1월 30일
- 2045년 2월 17일
- 2046년 2월 6일
- 2047년 1월 26일
- 2048년 2월 14일
- 2049년 2월 2일
- 2050년 1월 23일
- 2051년 2월 11일
- 2052년 2월 1일
- 2053년 2월 19일(베트남은 2월 18일)
- 2054년 2월 8일
- 2055년 1월 28일
- 2056년 2월 15일
- 2057년 2월 4일
- 2058년 1월 24일
- 2059년 2월 12일
- 2060년 2월 2일
- 2061년 1월 21일(대한민국은 1월 22일)
- 2062년 2월 9일
- 2063년 1월 29일
- 2064년 2월 17일
- 2065년 2월 5일
- 2066년 1월 26일
- 2067년 2월 14일
- 2068년 2월 3일
- 2069년 1월 23일
- 2070년 2월 11일
- 2071년 1월 31일
- 2072년 2월 19일
- 2073년 2월 7일
- 2074년 1월 27일
- 2075년 2월 15일
- 2076년 2월 5일
- 2077년 1월 24일
- 2078년 2월 12일
- 2079년 2월 2일
- 2080년 1월 22일
- 2081년 2월 9일
- 2082년 1월 29일
- 2083년 2월 17일
- 2084년 2월 6일
- 2085년 1월 26일
- 2086년 2월 14일
- 2087년 2월 3일
- 2088년 1월 24일
- 2089년 2월 10일(대한민국은 2월 11일)
- 2090년 1월 30일
- 2091년 2월 18일
- 2092년 2월 7일(대한민국은 2월 8일)
- 2093년 1월 27일
- 2094년 2월 15일
- 2095년 2월 5일
- 2096년 1월 25일
- 2097년 2월 12일
- 2098년 2월 1일
- 2099년 1월 21일
- 2100년 2월 9일